# Isle of Wight
Die Isle of Wight [ˌaɪləvˈwaɪt] (deutsch Insel Wight; Abk. IoW) ist eine der Südküste Großbritanniens vorgelagerte Insel – gegenüber der Stadt Southampton gelegen. Sie ist rund 35 km lang und bis zu etwa 20 km breit. Auf einer Fläche von 381 km² leben rund 141.538 Menschen (Schätzung von 2019). Früher gehörte die Insel zur Grafschaft Hampshire, aber seit 1974 ist sie eigenständig. Hauptstadt ist Newport.

## Geographie

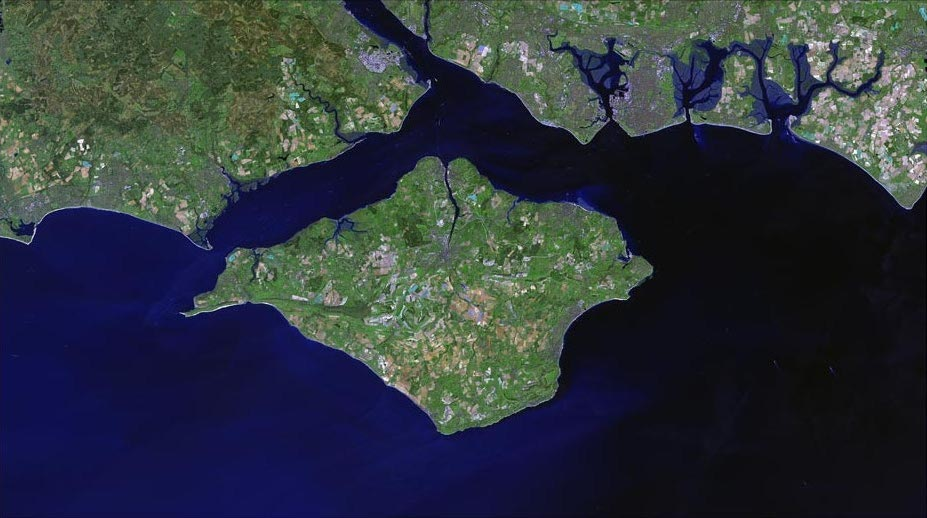
Satellitenbild der Isle of Wight

Die Insel hat in etwa die Form einer Raute. Vom britischen Festland wird sie heute durch den Solent, einen Meeresarm des Ärmelkanals, getrennt. Bis etwa 6000 v. Chr. war sie Teil des Festlandes, und der Solent war ein Fluss. Geologisch gesehen gehört die Insel zur südenglischen Kreideformation. Landschaftliches Merkmal sind die Kreidehügel, die sich im Zentrum über die gesamte Insel ziehen, um am westlichen Ende von Wight vor The Needles, drei bis zu 30 m aus dem Meer ragenden Kalkfelsen, steil ins Meer abzufallen. Ein Großteil der Insel ist als Area of Outstanding Natural Beauty (AONB) besonders geschützt.

## Geschichte

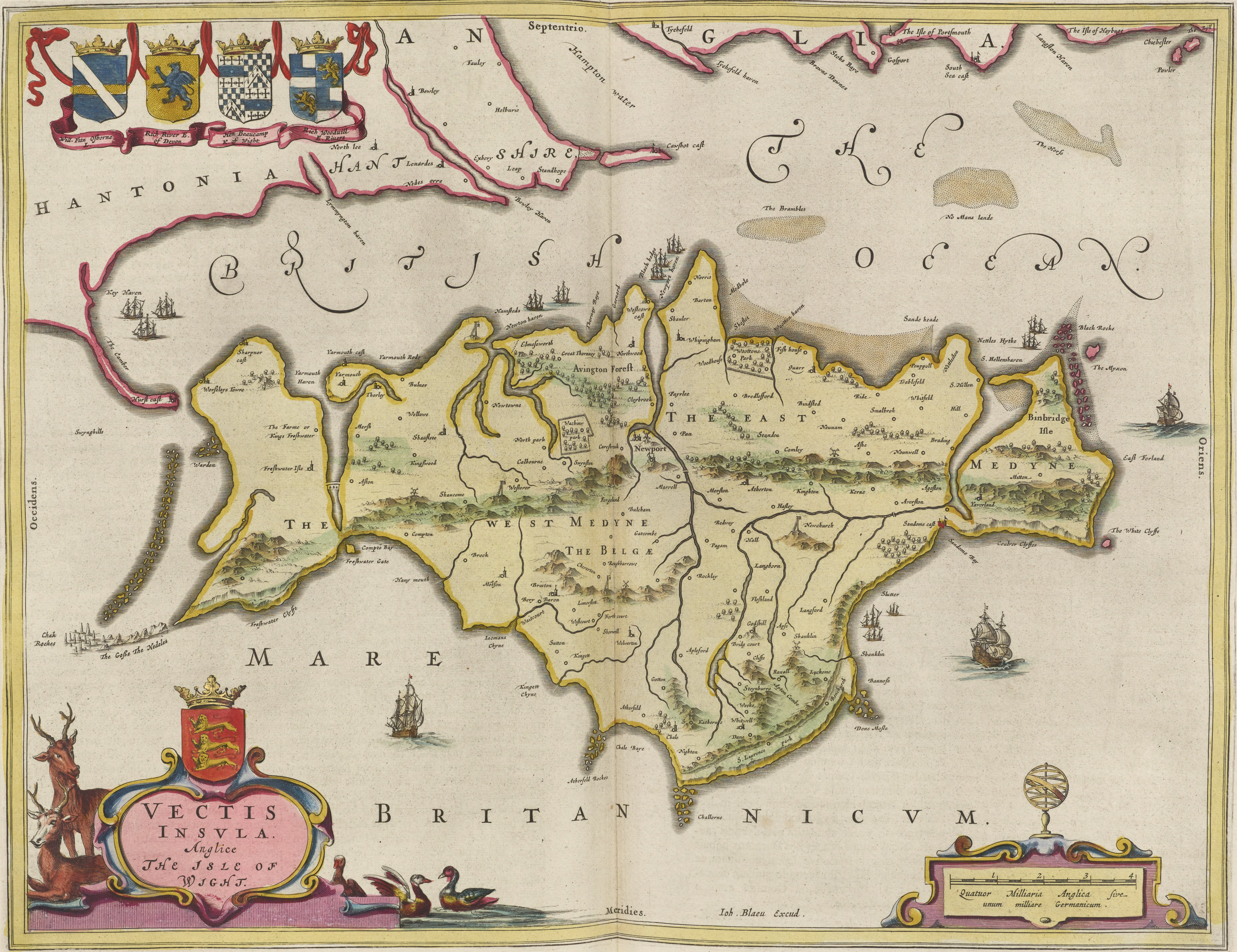
Historische Karte der Vectis Insula

Es gibt Spuren einer meso- und neolithischen Anwesenheit auf der Insel, die sich in Artefakten widerspiegelt. Aus der Bronzezeit sind Hügelgräber vorhanden, die Funde in Form von Dolchen und Äxten lieferten. Als eisenzeitliche Siedlung wird das Hillfort auf dem „Chillerton Down“ angesehen. Keltische Belgae kamen auf die Insel, als sie der römischen Eroberung Galliens auswichen. Gaius Suetonius Tranquillus, Sueton genannt, beschreibt die Eroberung der Insel, die die Römer Vectis nannten, im Jahre 43 n. Chr. durch Vespasian. Aus römischer Zeit erhielten sich die Grundmauern von acht Landhäusern, am besten bei Brading und Newport.
Nach dem Abzug der Römer wurde die Insel und das auf der britischen Hauptinsel gegenüberliegende südliche Hampshire von Jüten besiedelt. Die Isle of Wight stand in enger kultureller Verbindung mit dem ebenfalls jütischen Königreich Kent. Dass die Insel der Angelsächsischen Chronik zufolge um 530 an den Westsachsen Cerdic gefallen sein soll, gilt als unhistorische Legende.

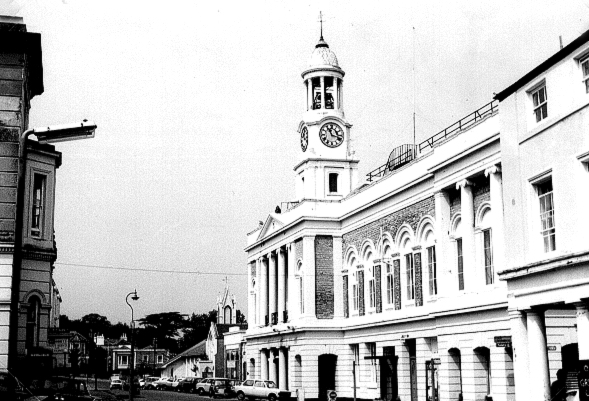
Rathaus von Ryde (1979)

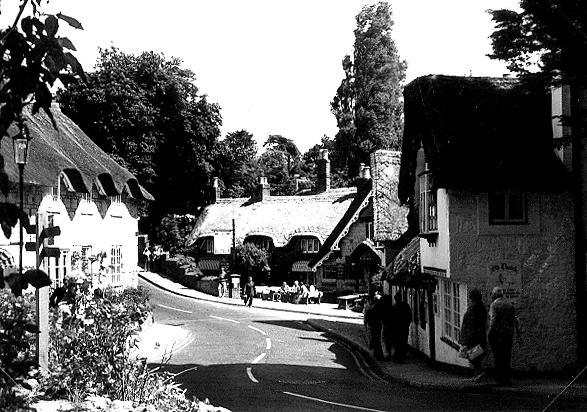
Shanklin (1979)

Die jütische Besiedlung in den Dunklen Jahrhunderten (Dark Ages) wurde durch archäologische Funde von den im 19. Jahrhundert ausgegrabenen Gräberfeldern „Chessell Down“ und „Bowcombe Down“ belegt. Neben Skeletten wurden Eisenschwerter, Messer und Schmuck, wie Fibeln und Schnallen, gefunden.
Wulfhere von Mercia unternahm um 660 einen erfolgreichen Feldzug gegen die Isle of Wight und das inzwischen zu Wessex gehörende Meonwara (Tal des Flusses Meon, südöstliches Hampshire). Beide provinciae (Provinzen), die zuvor eine „Pufferzone“ zwischen den Königreichen Sussex und Wessex bildeten, unterstellte er dem ihm untergeordneten König Æthelwalh von Sussex.
Im Jahr 686 eroberte der westsächsische König Caedwalla das heidnische Kleinkönigreich unter König Arualdus (Arwald). Dieser war gegen die Übermacht der Truppen aus Wessex machtlos und kam, ebenso wie seine beiden jüngeren Brüder, in den Kämpfen, in denen auch ein Großteil der Inselbewohner hingemetzelt wurde, ums Leben. Caedwalla ließ die Insel durch Westsachsen neu besiedeln und gab ein Viertel des eroberten Landes an die Kirche. Fortan war die Isle of Wight eine „Provinz“ des Königreichs Wessex. In der Wikingerzeit wurde die Insel mehrfach das Ziel von Überfällen und diente den Wikingern auch zeitweilig als Basis.
Der Belehnung durch William den Eroberer an die FitzOsberns folgte eine ruhige Periode, die 1293 damit endete, dass die Insel wieder an die Krone fiel. Im Hundertjährigen Krieg wurde die Insel mehrmals von französischen Truppen angegriffen.

## Wichtigste Städte
| 1. Newport (Verwaltungssitz) 2. Cowes (Jachthafen) 3. Ryde (Badeort mit langem Pier) 4. Yarmouth | 1. Sandown 2. Shanklin 3. Brading (Ruinen einer römischen Villa) 4. Ventnor |

## Flüsse
Die Isle of Wight wird von zwei Flüssen durchflossen, die im südlichen Teil der Insel entspringen. Der Fluss Medina fließt in nördliche Richtung durch die Hauptstadt Newport in den Solent bei Cowes. Der Fluss Yar verläuft bis ins Zentrum der Insel parallel zur Medina und fließt dann in östlicher Richtung bei St. Helens ins Meer. Hinzu kommt noch der kleinere Blackbridge Brook mit seinem Mündungstrichter dem Wooton Creek zwischen Wooton und Fishbourne.

## Verkehr

### Fährverbindungen

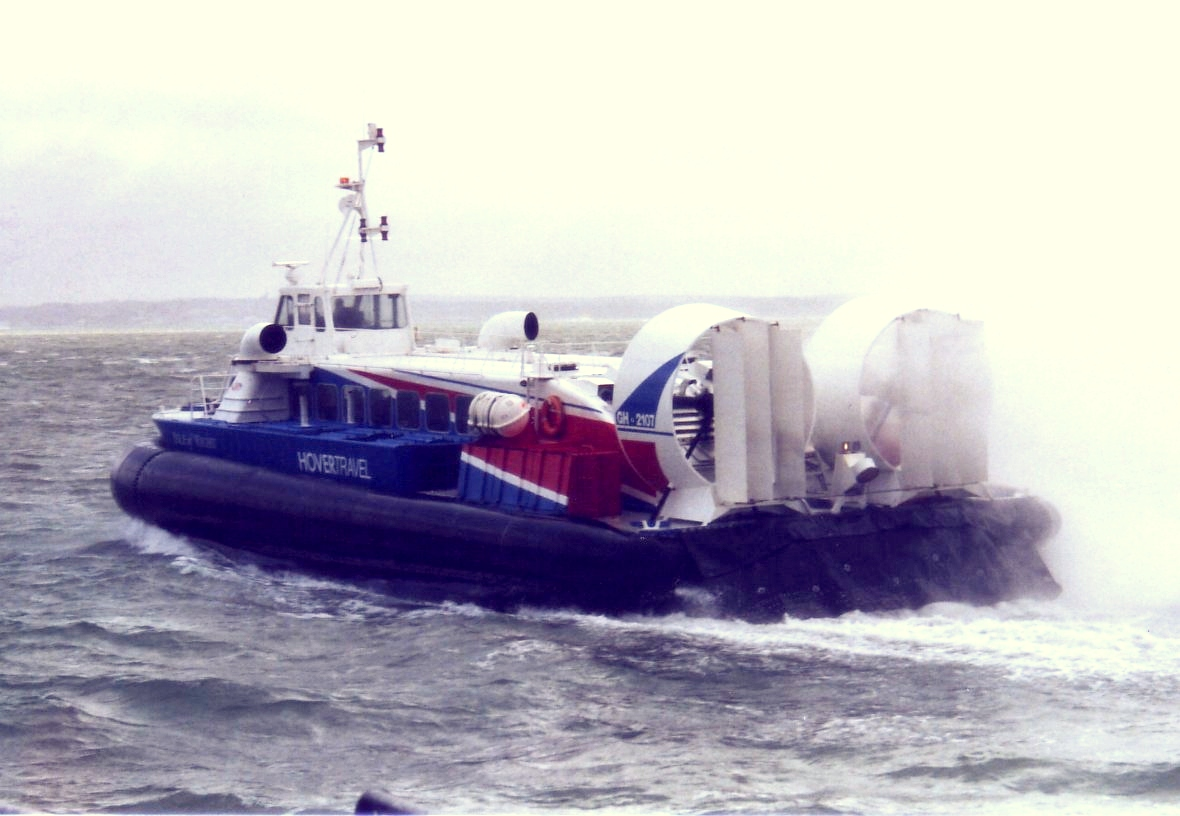
Hovercraft zur Isle of Wight (2000)

Von den Einwohnern schlicht „die Insel“ genannt, gibt es zu/von ihr diverse Schiffsverbindungen.
Fähren:
- Osten
  - Katamaran („CAT“), Ryde Pier Head – Portsmouth Harbour, Betreiber: Wightlink, Fahrzeit: 15 min, trägt: Passagiere.
  - Hovercraft, Ryde Esplanade – Southsea Clarence Esplanade, Betreiber: Hovertravel, Fahrzeit: 10 min, trägt: Passagiere.
  - Autofähre, Fishbourne – Portsmouth Gunwharf, Betreiber: Wightlink, trägt: Passagiere und Fahrzeuge.
- Mitte
  - Red Jet, Cowes –Southampton Town Quay, Betreiber: Red Funnel, Fahrzeit etwa 20 min, trägt: Passagiere.
  - Fahrzeugfähre, East Cowes – Southampton, Betreiber: Red Funnel, trägt: Passagiere und Fahrzeuge.
- Westen
  - Yarmouth Castle – Lymington Pier, Betreiber: Wightlink, trägt: Passagiere und Fahrzeuge.

### Flugplätze
Flugplätze für kleinere Maschinen bestehen in Bembridge und Sandown.

### Straßennetz
Auf der Insel selbst existiert ein dichtes Straßennetz, das vor allem in der Urlaubssaison auch stark frequentiert wird. Wegen der Nähe zum Festland ist die Insel ein beliebtes Ziel für Briten, die speziell die Küstenorte Ryde, Sandown, Shanklin, Ventnor und Freshwater, aber auch verschiedene kleinere Ortschaften z. B. Godshill in verschiedenen Gegenden gern besuchen.

### Öffentlicher Nahverkehr
Die Insel wird von einem sehr gut ausgebauten Busnetz von Southern Vectis durchzogen. Das sog. Rover Ticket ist die preiswerteste Art die Insel zu erkunden.
Die Insel besaß früher ein Eisenbahnnetz von über 89 km Länge, aber nur eine Strecke dient noch dem regelmäßigen Personenverkehr. Die Island Line („Insel-Linie“) fährt gerade einmal 13,6 Kilometer von Ryde Pier Head nach Shanklin im Osten der Insel und ist somit eine der kürzesten britischen Eisenbahnlinien. Alte Züge der Londoner U-Bahn, teilweise noch Baujahr 1938, fuhren bis 2021 auf dieser Strecke. Dennoch soll die Bahngesellschaft die höchste Zuverlässigkeit aller britischen Bahngesellschaften haben.
Im Jahr 2021 wurden größere Renovierungsarbeiten der Bahnhöfe und der Strecke durchgeführt. Am 1. November 2021 wurde nach 10 Monaten mit diversen Verzögerungen (unter anderem wegen Überschwemmungen und Softwareproblemen) mit den neuen Zügen vom Typ 484 die Strecke wiedereröffnet.
Auf einer weiteren Bahnstrecke betreibt die Isle of Wight Steam Railway seit 1971 eine Museumsbahn.

### Seefunkstelle
In Niton befindet sich eine von drei britischen NAVTEX-Seefunkstellen.

## Veranstaltungen

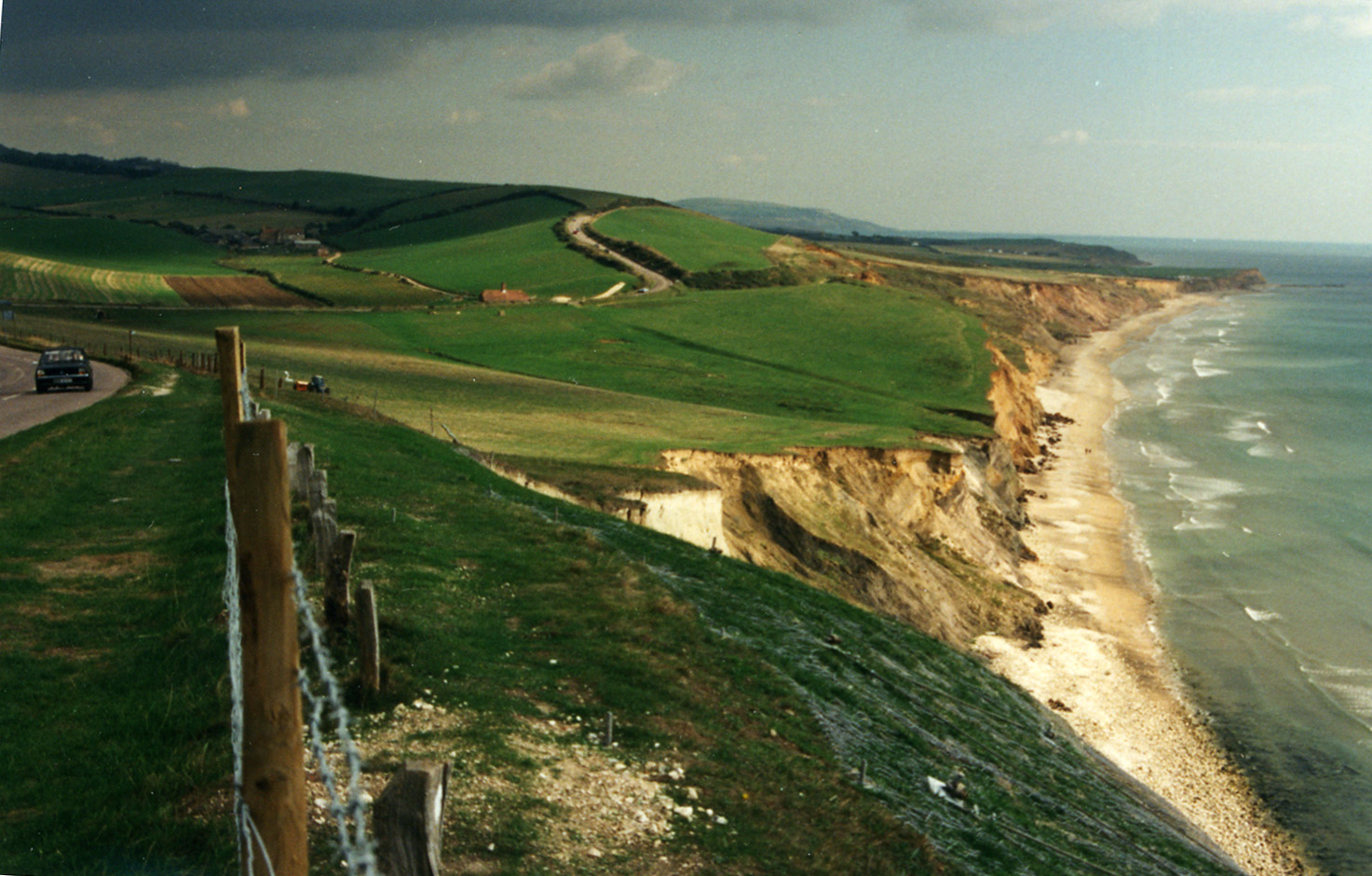
Compton Chine, östlich im Hintergrund: Blackgang (1995)

Das wichtigste Ereignis des Jahres ist die weltberühmte Segelregatta. Die Cowes Week zieht jeden August hunderttausende von Besuchern auf die Insel. Andere wichtige Segelveranstaltungen in Cowes sind der Start des Admiral’s Cup im Juli und der Commodores Cup im August.
Ein berühmtes Rock-Festival – das Isle of Wight Festival – fand 1970 in der Nähe von Tennyson Down, West Wight statt. Hier spielten unter anderem The Doors, The Who, Miles Davis, Leonard Cohen, Jimi Hendrix, Joni Mitchell und Supertramp. Diesem Festival gingen zwei kleinere Veranstaltungen in den Jahren 1968 und 1969 voraus, bei denen auch John Lennon und Yoko Ono zu Besuch waren. Ein Revival fand im Jahr 2002 statt.
Seit einigen Jahren ist es eine regelmäßige Veranstaltung, die jährlich Bands präsentiert und zu einem der wichtigsten Festivals in Großbritannien geworden ist.
Ein weiteres regelmäßiges Festival ist das IOW Jazz Festival sowie die IOW International Scooter Rally, das größte Motorrollertreffen der Welt.

## Sehenswürdigkeiten
- Carisbrooke Castle
- Osborne House
- Shanklin Chine
- Blackgang Chine
- Alum Bay
- The Needles (England)
- Brickfields Horsecountry

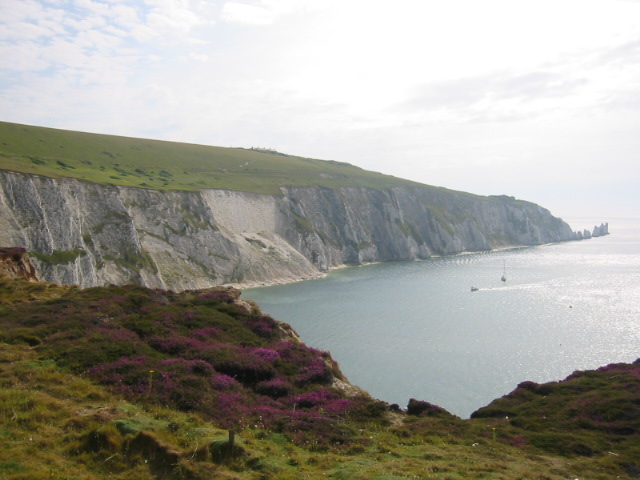
Westliches Ende der Insel Wight mit der Alum Bay und The Needles, von Headon Warren aus gesehen

- Mottistone Manor and Garden, Herrenhaus und Garten

## Persönlichkeiten
- Robert Hooke (1635–1703), Physiker (Hookesches Gesetz), Mathematiker und Erfinder, geb. 1635 in Freshwater
- Alfred Tennyson, 1. Baron Tennyson (1809–1892), Dichter, wohnte in „Farringford House“
- Julia Margaret Cameron (1815–1879), Fotografin, lebte und arbeitete 1860–1875 in Dimbola Lodge an der Freshwater Bay
- Karl Marx (1818–1883), Philosoph (wohnte 1882 und 1883 in „1, St. Boniface Gardens, Ventnor“)
- Königin Victoria (1819–1901)
- James Mann Williamson (1849–1901), britischer Arzt (Royal National Hospital Ventnor)
- Ludwig Alexander von Battenberg (1854–1921), 1912 Erster Lord der Admiralität, lebte ab 1914 als Privatmann auf der Insel, beigesetzt auf dem Friedhof von Whippingham.
- Heinrich Moritz von Battenberg (1858–1896), Hessischer Prinz und Gemahl von Victorias jüngster Tochter Beatrice, ab 1889 Gouverneur und Kapitän der Insel, beigesetzt in der Kirche von Whippingham
- Emma Barton (1872–1938), Fotografin, lebte von zirka 1930 bis zu ihrem Tod 1938 im Vernon Cottage, Shanklin
- Guglielmo Marconi (1874–1937), Nachrichtentechniker, hatte ab 1896 ein Labor auf den Kreideklippen der Insel
- Eric Marshall (1879–1963), Arzt und Polarforscher (Nimrod-Expedition)
- Vivian Fuchs (1908–1999), Geologe und Polarforscher
- Marius Goring (1912–1998), Schauspieler
- David Gascoyne (1916–2001), Dichter und Surrealist, gest. auf der Insel
- Jeremy Irons (* 1948), Schauspieler
- Martin Rayner (* 1949), Schauspieler
- Anthony Minghella (1954–2008), Regisseur und Filmemacher
- Ray Cokes (* 1958), Radio- und Fernsehmoderator (u. a. bei MTV)
- Mark King (* 1958), Bassist und Sänger der Funkband Level 42
- Dominic Minghella (* 1967), Drehbuchautor
- Carl Prean (* 1967), Tischtennisspieler
- Laura Michelle Kelly (* 1981), Schauspielerin, Musicaldarstellerin und Sängerin
- Tom Gladdis (* 1991), Automobilrennfahrer
- Shannon Watson (* 1995), Schauspielerin

## Sonstiges
- Die Insel ist der Haupthandlungsort des Science-Fiction-Romans England, England von Julian Barnes.
- Paul McCartney von den Beatles besingt im Lied When I’m Sixty-Four die hypothetische Anmietung einer Ferienhütte auf der Isle of Wight.
- Die Insel ist der Drehort der Britischen Slapstick-Komödie Guest House Paradiso.[12]
- Die Insel stellt ein bedeutendes Refugium des roten Eichhörnchens dar, das in England durch die invasive Spezies Grauhörnchen sehr dezimiert worden ist.[13]
- Die Kassiteriden (altgriechisch Κασσίτερος Kassiteros, lateinisch Cassiterides insulae) waren in der antiken Geografie eine sagenhafte Inselgruppe vor der britannischen Küste. Eine alternative deutsche Bezeichnung ist Zinninseln, da sich dort angeblich Zinnminen befanden, die zuerst von den Phöniziern besucht worden seien. Als Haupthandelsplatz für den Zinnhandel wird eine Insel Iktis genannt, unter der man die Isle of Wight vermutet.